# Martin Ehrenreich
Martin Ehrenreich (ur. 10 maja 1983) – austriacki piłkarz występujący na pozycji napastnika. Obecnie występuje w Sturmie Graz. Ehrenreich jest wychowankiem DSV Leoben. W 2005 roku został piłkarzem FC Gratkorn, dla którego zagrał w 121 meczach, strzelając 8 bramek. W 2009 roku przeniósł się do klubu Bundesligi, Sturmu Graz.